# Charles Brand
Charles-Amarin Brand (ur. 27 czerwca 1920 w Miluzie, zm. 31 marca 2013 w Tuluzie) – francuski duchowny katolicki, w latach 1984-1997 arcybiskup Strasburgu. Święcenia kapłańskie przyjął w 1943 roku. Mianowany przez papieża Pawła VI biskupem pomocniczym diecezji Fréjus-Toulon, przyjął sakrę z rąk papieża w lutym 1972. W 1974 został przeniesiony na stanowisko biskupa pomocniczego archidiecezji Strasburgu, które piastował do roku 1981. Został wówczas podniesiony do godności arcybiskupa i mianowany biskupem diecezji Monako. Wraz z jego nominacją diecezja Monako została podniesiona do rangi archidiecezji. W 1984 papież Jan Paweł II mianował go arcybiskupem Strasburgu. Pełnił tę funkcję aż do emerytury w 1997. Od tego roku, aż do śmierci był arcybiskupem seniorem. Zmarł w Tuluzie 31 marca 2013. W latach 1990–1993 pełnił funkcję przewodniczącego Komisji Episkopatów Wspólnoty Europejskiej.